# Guillermo Morigi
Guillermo Carlos Morigi (Caseros, Buenos Aires, 1 de marzo de 1974) es un exfutbolista argentino. Jugaba de centrocampista y su primer club fue Vélez Sarsfield, actualmente se desempeña como Director de Fuerzas Básicas del Deportivo Toluca FC de la Liga MX de México.

## Carrera
Surgido de las divisiones inferiores de Vélez Sarsfield, jugó profesionalmente para el club entre 1993 y 1997. Le tocó ser parte de un plantel muy exitoso que conquistó, entre otros títulos, la Copa Libertadores 1994 y la Copa Intercontinental 1994. 
En 1997 partió rumbo a España, firmando un contrato por dos temporada con el Valencia CF. Fue campeón de la Copa Intertoto de la UEFA 1998 y de la Copa del Rey 1998-99.
Regresó a Vélez Sarsfield en enero de 1999. En abril de ese año fue uno de los jugadores del equipo que padeció de un grave caso de salmonelosis mientras se encontraban de visita en Perú para jugar contra el Universitario por la Copa Libertadores.
En julio de 2002 pasó a Racing Club, pero sólo permaneció un semestre allí. 
Su siguiente destino fue el Barcelona SC de Ecuador. Jugando para ese club, durante julio de 2003, sufrió una severa lesión en su rodilla, lo que terminó por acelerar su retiro del fútbol profesional.
Tras dejar las canchas, Morigi continuó ligado al fútbol profesional, trabajando como representante de jugadores.
En 2010 retornó a Vélez Sarsfield, pero esta vez en calidad de entrenador de los equipos de las divisiones formativas. Tras más de una décadas trabajando con juveniles, Morigi tuvo la oportunidad de dirigir de manera interina a la escuadra profesional en un duelo ante Independiente por la primera fecha de la Copa de la Superliga 2020.
En mayo de 2024 asumió como Director de Fuerzas Básicas del Deportivo Toluca FC de México.

## Selección nacional
Morigi jugó pata la selección de fútbol de Argentina en un partido amistoso ante la República Federal de Yugoslavia disputado el 28 de diciembre de 1996 en el Estadio José María Minella de la ciudad de Mar del Plata.

## Clubes
| Club            | País      | Año       |
| --------------- | --------- | --------- |
| Vélez Sarsfield | Argentina | 1993-1997 |
| Valencia CF     | España    | 1997-1999 |
| Vélez Sarsfield | Argentina | 1999-2002 |
| Racing Club     | Argentina | 2002      |
| Barcelona SC    | Ecuador   | 2003-2004 |